# Curtis Nelson
Curtis Alexander Nelson (ur. 21 maja 1993 w Newcastle-under-Lyme) – angielski piłkarz grający na pozycji środkowego obrońcy. W sezonie 2021 występuje w klubie Cardiff City F.C.

## Kariera juniorska
Nelson grał w Stoke City przez 7 lat. W 2009 roku przeniósł się do Plymouth Argyle.

## Kariera seniorska

### Plymouth Argyle
Nelsona awansowano do pierwszej drużyny Plymouth Argyle 1 lipca 2010 roku. Debiut dla tego klubu zaliczył on 10 sierpnia 2010 roku w meczu z Notts County (przeg. 0:1). Premierową bramkę zawodnik ten zdobył 1 września 2012 roku w wygranym 3:2 spotkaniu przeciwko Northampton Town. Łącznie dla Plymouth Argyle Anglik rozegrał 246 meczów, strzelając 9 goli.

### Oxford United
Nelson trafił do Oxfordu United 4 lipca 2016 roku. Zadebiutował on dla tego zespołu 6 sierpnia 2016 roku w zremisowanym 1:1 spotkaniu przeciwko Chesterfield. Pierwszego gola piłkarz ten strzelił 28 stycznia 2017 roku w meczu z Newcastle United F.C. (wyg. 3:0). Ostatecznie w barwach Oxfordu United Anglik wystąpił 121 razy, zdobywając 8 goli.

### Cardiff City
Nelson przeszedł do Cardiff City 1 lipca 2019 roku. Debiut dla tego klubu zaliczył on 18 sierpnia 2019 roku w meczu z Reading F.C. (przeg. 3:0).  Pierwszą bramkę zawodnik ten zdobył 2 listopada 2011 roku wygranym 4:2 spotkaniu przeciwko Birmingham City. Do 23 czerwca 2021 roku dla Cardiff City Anglik rozegrał 82 mecze, strzelając 3 gole.

## Kariera reprezentacyjna
| Mecze i gole w reprezentacji | Mecze i gole w reprezentacji | Mecze i gole w reprezentacji | Mecze i gole w reprezentacji | Mecze i gole w reprezentacji | Mecze i gole w reprezentacji | Mecze i gole w reprezentacji | Mecze i gole w reprezentacji |
| Anglia U-18                  | Anglia U-18                  | Anglia U-18                  | Anglia U-18                  | Anglia U-18                  | Anglia U-18                  | Anglia U-18                  | Anglia U-18                  |
| Lp.                          | Data                         | Miejsce                      | Gospodarz                    | Gość                         | Wynik                        | Gol                          | Rozgrywki                    |
| ---------------------------- | ---------------------------- | ---------------------------- | ---------------------------- | ---------------------------- | ---------------------------- | ---------------------------- | ---------------------------- |
| 1.                           | 12.04.2011                   | Carpi                        | Włochy U-18                  | Anglia U-18                  | 1:1                          |                              | Mecz towarzyski              |

## Sukcesy
Sukcesy w karierze klubowej:
- Football League Trophy – 1x, z Oxfordem United, sezon 2016/2017